# Vaga de miners britànics (1984-1985)
La vaga de miners britànics va tenir lloc entre els dies 6 de març de 1984 i el 3 de març de 1985 i suposà el conflicte laboral més important del Regne Unit, tant per la durada de les accions de protesta com pels enfrontaments entre els diversos sectors implicats.

## Causes
Clement Attlee havia nacionalitzat l'extracció de carbó l'any 1947 i als anys 80 la indústria només sobrevivia per les subvencions. Margaret Thatcher volia reduir el dèficit del sector industrial i controlar la inflació i per això va nomenar com a cap del sector Ian MacGregor, famós per haver multiplicat la productivitat del sector de l'acer però a costa de perdre molts llocs de treball. En un context d'alt atur, els miners van témer patir el mateix patró al sector del carbó.

## La vaga
Amb els anuncis dels tancaments dels pous més deficitaris va iniciar-se la vaga, que ben aviat es va estendre a totes les mines, amb la paralització total de les extraccions. Des del principi, tant els piquets com la repressió policial van dur a terme accions de violència arreu. La llarga durada de la vaga, més d'un any, va suposar el desgast dels sindicats que la promovien, amb nombroses escissions. Aquestes divisions, unides a la pressió del govern, van provocar que finalment s'abandonés la vaga sense aconseguir les demandes que s'havien plantejat. El fracàs de la vaga va fer que molts miners cerquessin feina en altres sectors i que s'accelerés la privatització de l'extracció del carbó.
Els sindicats ben aviat no pogueren sostenir els miners i les seves famílies, que havien deixat de rebre tant els salaris com els beneficis de la seguretat social i s'organitzaren caixes de resistència i ajuda per tot el país, com per exemple la que va muntar el grup de Lesbians and Gays Support the Miners. L'opinió pública, però, estava fortament dividida sobre la qüestió minera i els donatius s'anaren espaiant. Les associacions en suport dels vaguistes van denunciar repetidament que els mitjans de comunicació menystenien els problemes dels miners i afavorien aquest desgast també entre els donants. El govern, per acabar, prengué mesures per fer minvar l'accés al flux de diners amb la intenció d'escurçar el conflicte.
Entre els partidaris dels vaguistes es trobaven els comunistes, els sindicats del ferro i l'acer (que es consideraven germans dels miners del carbó) i els mariners. Per contra, els opositors a la vaga dominaven als partits majoritaris al parlament, el sector elèctric i el transport i diversos sindicats.

## La vaga a la cultura popular
La durada i la duresa de la vaga l'ha fet aparèixer en diverses pel·lícules, com ara la trilogia de Ken Loach, Billy Elliot o Pride. Igualment és el tema de cançons d'èxit, com ara A Design for Life de Manic Street Preachers, la balada col·lectiva The Last Nightingale que volia recaptar fons per als miners, o Iron Hand dels Dire Straits. Les referències a la vaga són presents també en les novel·les ambientades a mitjans dels anys 80 a Gran Bretanya.